# Пухирник малий
Пухи́рник мали́й (Utricularia minor) — багаторічна рослина родини пухирникових, один з небагатьох комахоїдних представників флори України. Торфоформуючий вид, занесений до Червоних книг України і Польщі.

## Опис

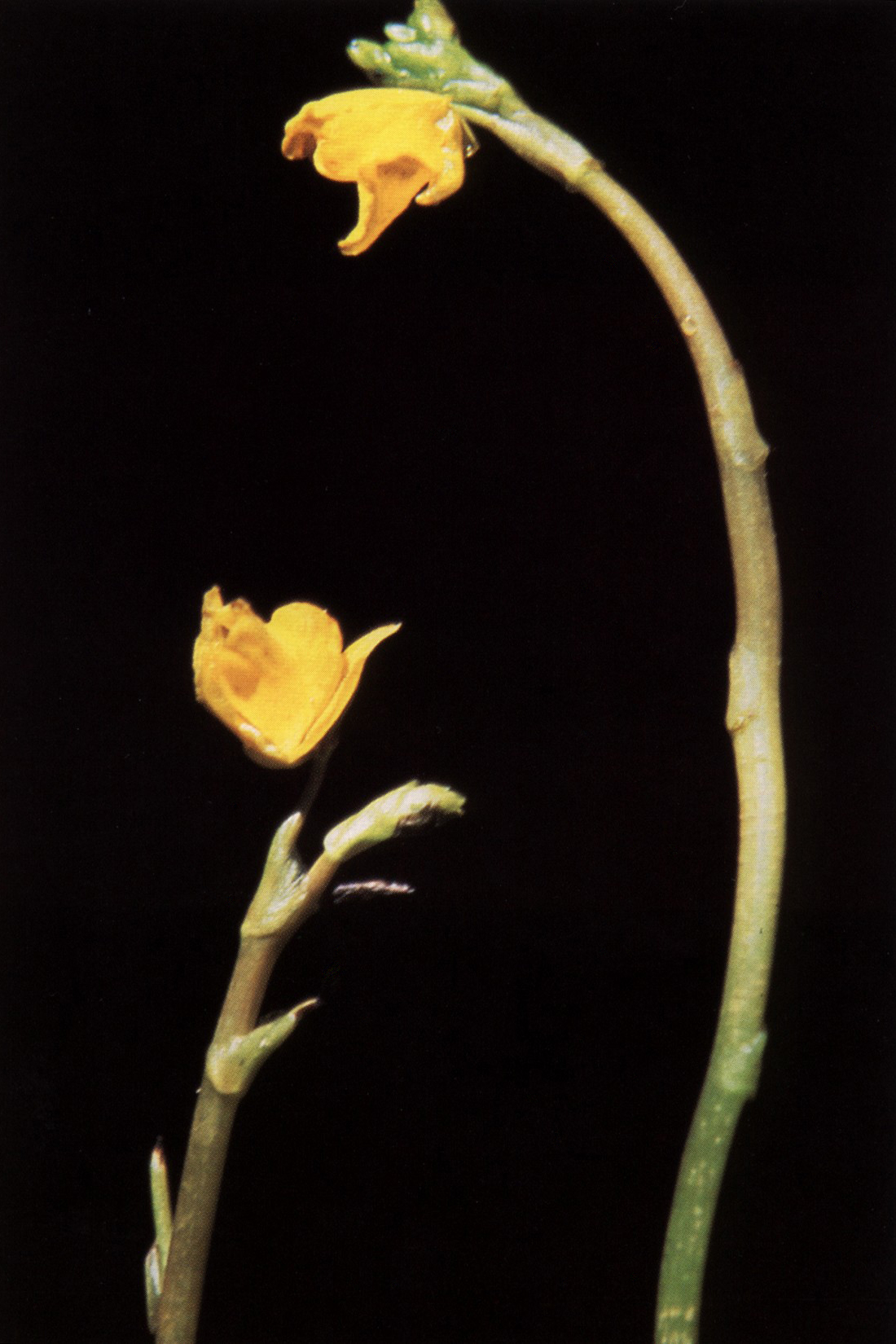
Квіти

Трав'яниста рослина, що плаває у воді або лежить у прибережному мулі, гелофіт.
Кореневища редуковані. Зимуючі бруньки голі. Стебла завдовжки 5-20 (зрідка до 40) см. Листки чергові, розсічені на вузьколінійні долі, всі однакові за будовою і можуть нести ловчі пухирці завширшки 1-1,5 мм. Кожна доля завдовжки 2-18 мм, завширшки 4-20 мм.
Суцвіття — китиця з 2-6 квіток на квітконосі 5-15 см заввишки, що підіймається над поверхнею води. Віночок 7-12 мм завдовжки, світло-жовтий з червоними смужками, із короткою трубочкою та двогубим відгином. Шпорка коротка, нижня губа віночка видовжена. Плід — багатонасінна куляста коробочка завширшки 2-2,5 мм.

## Екологія

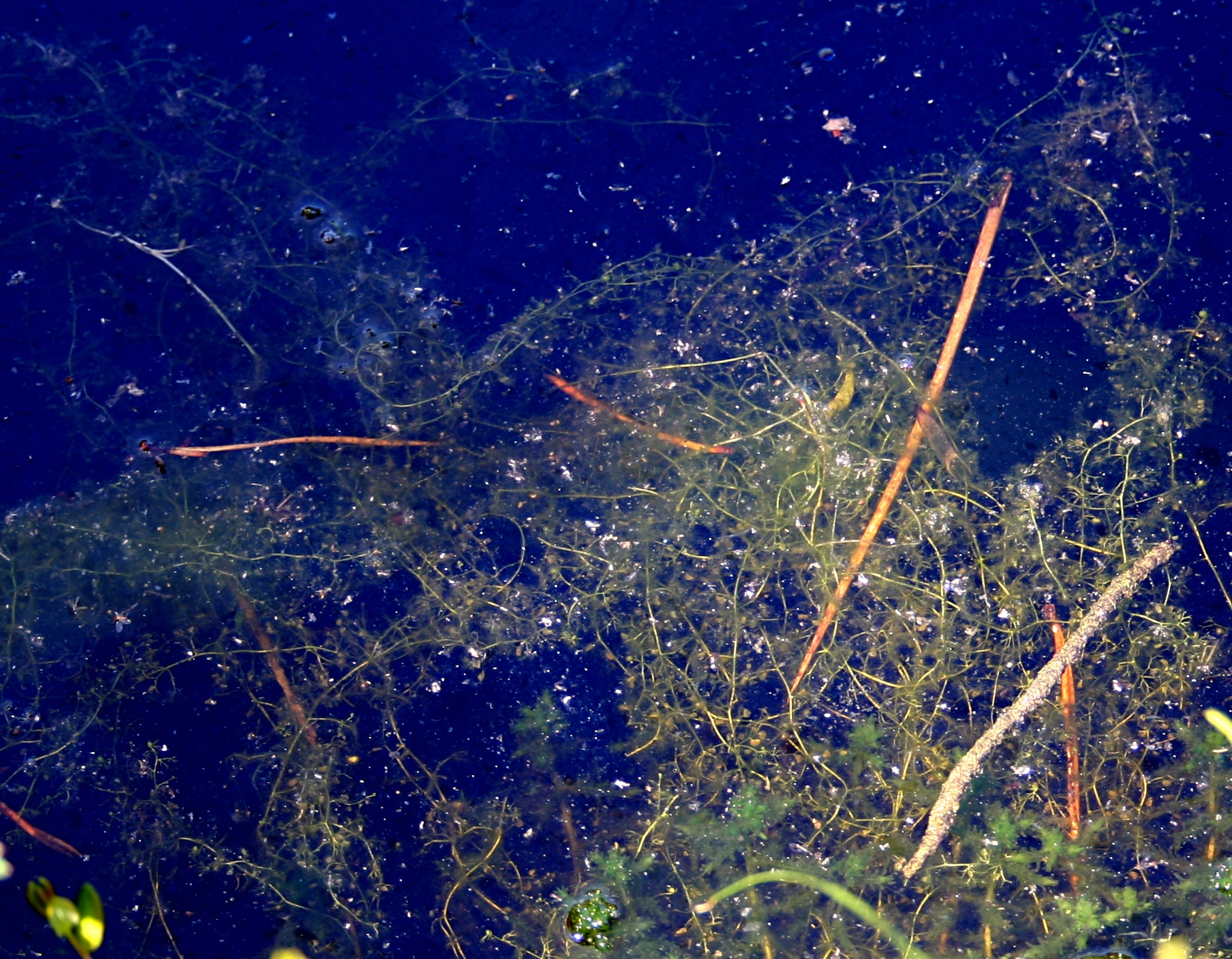
Загальний вигляд скупчень пухирника малого у водоймі

Рослина водна, зростає у прісних замкнених та малопроточних водоймах — озерах, старицях. Віддає перевагу добре освітленим водоймам з мулувато-піщаним або мулувато-торфовим дном, також може зростати на обводнених торфовищах на глибині 5-100 см. Полюбляє воду з кислою реакцією, низьким вмістом мінеральних речовин і досить високим вмістом органічних. Належить до піонерів рослинного світу, що найпершими заселяють новоутворенні водойми. Коливання рівня води переносить погано.
У зв'язку з редукцією кореневої системи пухирник малий не має змоги всмоктувати з ґрунту азотисті сполуки, тому цей вид виробив пристосування для забезпечення організму азотом. Частина листків несе пухирці, які мають клапани. При наближенні дрібних водних безхребетних тварин клапани відкриваються, і жертву засмоктує всередину рухом води. Впіймані комахи перетравлюються за допомогою ферментів.
Квітне в липні-серпні, плодоносить у вересні. У відтворенні цієї рослини головну роль грає вегетативне розмноження за допомогою туріонів (зимуючих бруньок) або поділом рослини на частини. Насіннєве розмноження другорядне.

## Поширення
Ареал охоплює помірні області Євразії. Пухирник малий трапляється у водоймах Середньої, Західної Європи і деяких субарктичних регіонів (зокрема Скандинавії), Сибіру, Далекого Сходу, Японських островів, Китаю, Гімалаїв, Середньої Азії, Кавказу, а також у Північній Америці.
В Україні ця рослина поширена переважно у Поліссі, інколи — в лісостепу. В степових районах пухирник малий трапляється вкрай рідко і лише по долинам великих річок.

## Значення і статус виду
На скорочення українських популяцій впливають зміни рівня води, її забруднення, проведення таких меліораційних робіт як осушення і розчищення дна водойм. Пухирник малий охороняється в Черемському, Поліському, Рівненському заповідниках, Шацькому національному парку, Нижньоворсклянському, Надслучанському регіональних ландшафтних парках та заказнику «Теребіжі».
У природі рослини утворюють локальні скупчення, після їх відмирання рештки складають основу новоутвореного шару торфу.

## Синоніми
- Lentibularia minor (L.) Raf.
- Utricularia bremii Heer
- Utricularia minor subsp. bremii (Heer) Bertsch & F.Bertsch
- Utricularia minor var. bremii (Heer) Franch.
- Utricularia minor var. multispinosa Miki
- Utricularia multispinosa (Miki) Miki
- Utricularia nepalensis Kitam.
- Utricularia pulchella C.B. Lehm.
- Utricularia rogersiana Lace
- Xananthes minor (L.) Raf.[1]